# Museo d'arte islamica (Ghazni)
Il Museo d'arte islamica si trova a Ghazni, in Afghanistan ed è ubicato a Rauza, un sobborgo di Ghazni. 

## Storia
Il museo fu aperto per la prima volta dalla Missione archeologica italiana, nel 1966, nel restaurato Mausoleo cinquecentesco di Abd al-Razzaq per esporre manufatti del periodo islamico.  Il lavoro fu interrotto durante la guerra con l'Unione Sovietica, dopo il 1979, nella quale molti dei suoi manufatti furono danneggiati. Da allora è stato restaurato nel 2004-2007. Numerosi reperti rinvenuti nell'area di Ghazni si trovano anche nei musei di Kabul. 